# Palha italiana

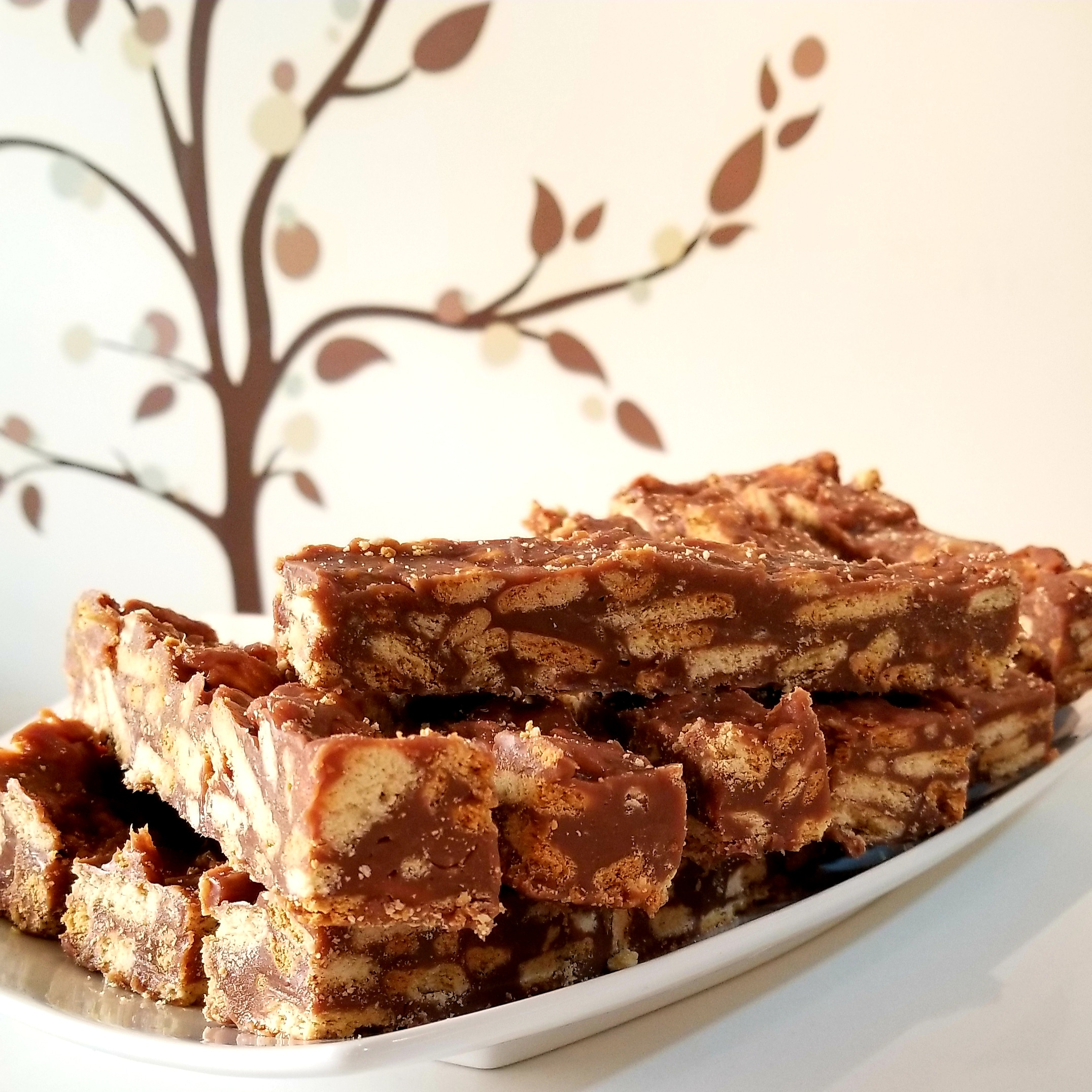
Palha Italiana, postre brasileño.

Palha italiana es un dulce brasileño hecho con brigadeiro y galletas trituradas. Su probable origen es el sur del país. Así como el brigadeiro, la palha está hecha básicamente de leche condensada, mantequilla y chocolate, pero a diferencia del brigadeiro, tiene influencias de las gastronomías portuguesa e italiana por los inmigrantes de estos dos países en el sur de Brasil. El origen del nombre “palha” podría ser una influencia del "Salame de chocolate", un dulce portugués en cuya receta, además de galletas Maria, hay almendras sin piel, o sea, sin palha. En el proceso de preparación del dulce, cuando la almendra es torrada y friccionada suelta su palha, dando así nombre al dulce.
- Datos: Q10343817